# UFC on ESPN: Lewis vs. Teixeira
UFC on ESPN: Lewis vs. Teixeira (também conhecido como UFC on ESPN 70) foi um evento de artes marciais mistas produzido pelo Ultimate Fighting Championship que aconteceu em 12 de julho de 2025, na Bridgestone Arena, em Nashville, Tennessee, Estados Unidos.

## Contexto
Este evento marcou a sétima visita do UFC à cidade de Nashville e a primeira desde o UFC on ESPN: Sandhagen vs. Font, realizado em agosto de 2023.
Uma luta de pesos-pesados entre o ex-desafiante ao cinturão Derrick Lewis e o prospecto invicto Tallison Teixeira foi a luta principal do evento.
Junior Tafa enfrentou Tuco Tokkos em uma luta no peso-meio-pesado durante o evento. Os dois estavam inicialmente programados para se enfrentar no UFC on ESPN: Sandhagen vs. Figueiredo, em maio, mas ambos foram forçados a se retirar do card devido a lesões.
Uma luta no peso-médio entre Ateba Abega Gautier e Robert Valentin estava originalmente agendada para este evento. No entanto, o confronto foi transferido para o UFC 318, uma semana depois, por motivos desconhecidos.

## Prêmios de bônus
Os seguintes lutadores receberam bônus de US$ 50.000.
- Luta da Noite: Morgan Charrière vs. Nate Landwehr
- Performance da Noite: Valter Walker e Fatima Kline